# Oud-Turnhout
Oud-Turnhout là một đô thị ở tỉnh Antwerp. Thị trấn này chỉ gồm thị trấn Oud-Turnhout proper. Tại thời điểm ngày 1 tháng 1 năm 2006, Oud-Turnhout có dân số 12.653 người. Tổng diện tích là 38.,0 km² với mật độ dân số là 326 người trên mỗi km².

## Cư dân địa phương
- Karel Van Miert, nhà chính trị